# Igreja de São Pedro (Abragão)

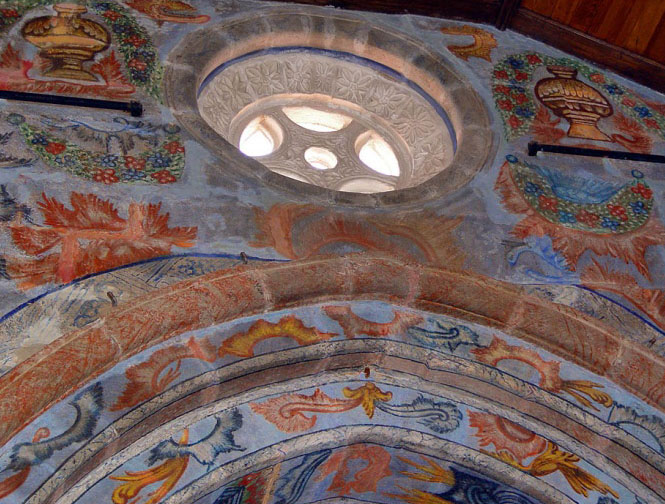
Ábside da Igreja de S. Pedro de Abragão

Igreja de São Pedro também conhecida como Igreja de São Pedro de Abragão, é uma igreja localizada na freguesia de Abragão, município de Penafiel.
A Igreja Paroquial de Abragão está classificada desde 1977 como Monumento Nacional.

## História
No decorrer dos trabalhos do arranjo urbanístico do Centro Cívico de Abragão, integrado na Rota do Românico do Vale do Sousa, foi encontrada, no edifício de apoio à Junta de Freguesia, uma significativa série de elementos arquitectónicos da época românica, provenientes da igreja. Na construção das paredes do edifício – utilizado como oficina de ferreiro – foram incluídas várias peças, umas aparelhadas e outras esculpidas, pertencentes à antiga nave da igreja reedificada na segunda metade do século XVII.
Foi classificada como Monumento Nacional por Dec. Nº 129/77, DR 226, de 29 de Setembro de 1977.
Esta igreja integra a Rota do Românico do Vale do Sousa.